# Cosmoconus tacitus
Cosmoconus tacitus är en stekelart som beskrevs av Dmitriy R. Kasparyan 1976. Cosmoconus tacitus ingår i släktet Cosmoconus och familjen brokparasitsteklar. Inga underarter finns listade i Catalogue of Life.